# برعميات
البرعميات (الاسم العلمي: Gemmatimonales) هي رتبة من البكتيريا تتبع شعبة البكتيريا البرعمية.

## التصنيف
- البرعمات
  - جنس البرعمة
    - برعمة برتقالية
    - برعمة متغذية بالضوء

  - جنس البريعمة (الاسم العلمي:Gemmatirosa)